# Wieska-Wieś
Wieska-Wieś – wieś w Polsce położona w województwie mazowieckim, w powiecie sokołowskim, w gminie Jabłonna Lacka. Ma status sołectwa. Leży na lewym brzegu Bugu.
| SIMC    | Nazwa          | Rodzaj    |
| ------- | -------------- | --------- |
| 0673041 | Pniska         | część wsi |
| 0673058 | Wieska-Kolonia | część wsi |
| 0673064 | Wojnice        | część wsi |

W latach 1975–1998 miejscowość administracyjnie należała do województwa siedleckiego.
Wierni wyznania rzymskokatolickiego zamieszkali w miejscowości należą do parafii Wniebowzięcia Najświętszej Maryi Panny w Jabłonnie Lackiej.